# 艾恩德靈巴格湖
48°31′4.38″N 10°52′59.38″E / 48.5178833°N 10.8831611°E
艾恩德靈巴格湖（德語：Aindlinger Baggersee），是德國的湖泊，位於該國東南部，由巴伐利亞負責管轄，長0.4公里、寬0.4公里，面積0.09平方公里，海拔高度434米，湖畔城鎮有托滕韋斯。